# Maksim Oreshkin
Maksim Stanislávovich Oreshkin (en ruso: Максим Станиславович Орешкин; nacido el 21 de julio de 1982, Moscú) es un economista y político ruso. Es el ministro de Desarrollo Económico desde el 30 de noviembre de 2016.
Oreshkin nació el 21 de julio de 1982 en Moscú. Se graduó de una de las principales universidades de Rusia, la Escuela Superior de Economía, en 2004 y trabajó en varios bancos importantes, tanto rusos como extranjeros.
En septiembre de 2013, Oreshkin se unió al gobierno como jefe de la Dirección de Planificación Estratégica a Largo Plazo del Ministerio de Finanzas. En marzo de 2015, fue nombrado diputado del Ministro de Finanzas.